# Žanis Peiners
Žanis Peiners (Rēzekne, 2 de agosto de 1990) es un jugador de baloncesto letón que pertenece a la plantilla del KK Partizan. Con 2,05 metros de estatura, juega en la posición de escolta. 

## Trayectoria deportiva
Es un escolta formado en VEF Rīga donde debutaría en la primera división de su país y en la siguiente temporada firmaría con el Latvijas Universitāte, donde jugaría durante 3 temporadas, convirtiéndose en el máximo anotador de la LBL en 2013, promediando 21.1 puntos por partido.
En la temporada 2014, vuelve a Letonia para jugar en las filas del BK Ventspils, tras una experiencia en Ucrania en las filas del MBC Mykolaiv.
En julio de 2016, firma por el PAOK Salónica.